# 1804 год в литературе

## События
- Уильям Блейк пишет стихотворение «Иерусалим», ставшее неофициальным гимном Великобритании.

## Книги
- «Вильгельм Телль» — пьеса Фридриха Шиллера.

### Публицистика
- «Опыт о просвещении относительно России» — книга русского поэта Ивана Пнина.

## Родились
- 30 января — Люсьен Леопольд Жотран, бельгийский публицист, журналист (умер в 1877).
- 16 февраля — Жюль Габриель Жанен, французский писатель, критик и журналист (умер в 1874).
- 5 апреля — Карл-Густав Швечке, немецкий писатель, поэт, издатель (умер в 1881).
- 13 мая — Алексей Степанович Хомяков, философ, поэт, публицист, один из основателей движения славянофилов (умер в 1860).
- 1 июля — Жорж Санд, французская писательница (умерла в 1876).
- 4 июля — Натаниел Готорн, один из первых и наиболее общепризнанных мастеров американской литературы (умер в 1864).
- 20 августа — Мэри Коллинг, британская поэтесса (умерла в 1853).
- 11 сентября — Александр Полежаев, русский поэт (умер в 1838).
- 21 декабря — Бе́нджамин Дизраэ́ли, британский писатель и премьер-министр (умер в 1881).

## Умерли
- 13 мая — Хуан Антонио Могель, баскский писатель и священник (родился в 1740).
- 9 июня — Христиан Фридрих Каацкий, немецкий и латвийский педагог и писатель (родился в 1739).
- 30 октября – Самуэль Айску, британский библиограф, библиотекарь (род.1745).
- 7 декабря — Готлоб Бенедикт Ширах, немецкий писатель, историк (родился в 1743).